# 里新屋石牌楼
30°00′21″N 121°35′53″E / 30.005820°N 121.598083°E
里新屋石牌楼是中国浙江省宁波市镇海区境内的一座墓道牌坊，位于朝阳村里新屋自然村中部的刘氏墓群。牌坊建于明代，高4.5米，宽7米，为三开间双层抬梁牌坊，顶端有圆形球体，梁端刻有仙鹤如意纹，在明代墓道牌坊中较为罕见。牌楼东侧残存有两组牌坊石柱，墓群基本被毁。2000年，里新屋石牌楼被列入第三批镇海区文物保护单位。